# Surrey Elite Intermediate Football League
Surrey Elite Intermediate Football League är en engelsk fotbollsliga som täcker sydvästra London, Surrey och omliggande områden. Den grundades 2008. Ligan har en division för förstalag och en division för reservlag och ligger på nivå 11 i det engelska ligasystemet. Ligan är en matarliga till Combined Counties Football League.
Ligan skapades för att överbygga gapet mellan lokala ligor och den lägre divisionen av Combined Counties Football League.
Ligan matas av lag från Surrey County Intermediate League (Western) och Surrey South Eastern Combination. Lag från Aldershot & District Football League och andra lokala ligor kan ansöka om medlemskap.

## Mästare
| Säsong  | Premier Division     |
| ------- | -------------------- |
| 2008–09 | Eversley FC          |
| 2009–10 | Epsom Eagles         |
| 2010–11 | Spelthorne Sports FC |
| 2011–12 | Epsom Athletic FC    |
| 2012–13 | Yateley Green        |
| 2013–14 | NPL                  |
| 2014–15 | Horsley              |
| 2015–16 | Horsley              |
| 2016–17 | Virginia Water FC    |
| 2017–18 | Tooting Bec FC       |